# ایفتسهایم
ایفتسهایم (به آلمانی: Iffezheim) یک شهر در آلمان است که در بادن-وورتمبرگ واقع شده‌است. ایفتسهایم ۴٬۹۳۱ نفر جمعیت دارد.

## خواهرخوانده
شهر موندولفو خواهرخواندهٔ ایفتسهایم هست.